# Кольчугин, Иван Иванович
Ива́н Ива́нович Кольчу́гин (ум. 1895, Москва) — московский книготорговец, член династии книготорговцев Кольчугиных.

## Биография
Год рождения неизвестен. Происходил из семьи книготорговцев и издателей Кольчугиных — сын Ивана Григорьеича, внук Григория Никитича и правнук основателя династии Никиты Никифоровича Кольчугиных. Возглавил семейное дело в 1862 году. Попытался реорганизовать фирму в соответствии с современными ему европейскими стандартами — делал упор не на букинистические, а на новые книги (издательств братьев Салаевых, Базуновых, Вольфа и других). Увеличил ассортимент естественно-научной литературы. Начал издавать каталог новинок. Принимал подписку на периодику. На месте старой лавки на Никольской улице в Москве построил здание нового магазина. Несмотря на предпринятые меры, к началу 1880-х годов фирма оказалась в кризисе, что вынудило Кольчугина её продать. В 1884 году здание магазина было продано с аукциона, а склад книг был выкуплен книготорговцем Афанасием Афанасьевичем Астаповым. После продажи собственного дела служил приказчиком у Ивана Дмитриевича Сытина. Умер в Москве в 1895 году в бедности